# Тезія рудоголова
Тезія рудоголова (Tesia everetti) — вид горобцеподібних птахів родини Cettiidae. Наукова назва вшановує пам'ять британського колоніального адміністратора та колекціонера зоологічних досліджень Альфреда Харта Еверетта (англ. Alfred Hart Everett).

## Поширення
Вид спостерігається лише на території Індонезії.

## Опис
Дрібний птах, розміром 8-10 см, вага не перевищує 10 грам. Розмножується 1-2 рази на рік, сезонно з квітня по червень і з жовтня по грудень . В середньому відкладає 2 яйця.

## Спосіб життя
Полює на дрібних комах у польоті в підліску і на землі.